# Степні Огні
Степні́ Огні́ (рос. Степные Огни) — село у складі Сакмарського району Оренбурзької області, Росія.

## Населення
Населення — 123 особи (2010; 95 у 2002).
Національний склад (станом на 2002 рік):
- татари — 52 %
- росіяни — 37 %